# متعب الصقار
متعب الصقار (22 يناير 1959 - 24 أبريل 2021)، مغني أردني اشتهر بتقديم الأغاني التراثية والوطنية

## مشواره الفني
انطلاقته كانت آواخر تسعينيات القرن العشرين، حيث اشتهر بعد أغنيته “هلا يا واسطٍ للبيت” التي كتب كلماتها الشاعر حبيب الزيودي مطلع تسلّم الملك عبدالله الثاني سلطاته الدستورية قدم العديد من الأغاني الوطنية الرياضية والتراثية، كما شارك في الكثير من الأوبريتات الوطنية والمهرجانات مثل مهرجان جرش الفحيص، عمان وغيرها كما أحيى عدد من الحفلات للجاليات الأردنية في دول الخليج العربي وقدم أغاني للمنتخب الوطني الأردني لكرة القدم، أصدر العديد من الالبومات الغنائية كما قدم عدد من الأغاني المشتركة مع فنانات أردنيات مثل أمل شبلي، نهاوند وديانا كرزون
 الأغنية الأشهر له كانت «كندرة الملايين» الذي أداها احتفالا بالصحفي العراقي منتظر الزيدي، الذي رشق الرئيس الأميركي الأسبق جورج بوش الابن، بالحذاء في عام 2008.

### حياته الأسرية
تزوج من انتصار الزعبي ورزق منها ثلاثة بنات شهد، وغالية، وبيسان

## أشهر أغانيه
- هلا يا واسط أهل البيت
- على المنصة
- «عمرانة ياهاذي البلد»
- «يا ملكنا الغالي»
- تبرق وترعد
- مهند ولميس
- يا لنشامى
- إِبشر
- رُوب النَجاح
- كلنا معاذ عن الطيار الأردني معاذ الكساسبة
- أم الشهيد[7]
- «شيخ الفرسان»
- «نوينا على الفرح»
- «عقال العز»
- «وين يا حلو»
- «يا هما لالي»
- لهون وبس (إنتاج فهد فايز العلمة)

## أغاني مسلسلات
- (2018): «نوف»
- (2008): «عودة أبو تايه»
- (2018): «الفطين»

## وفاته
توفي في عمان الرابع والعشرين من نيسان 2021 بعد معاناته مع المرض منذ فترة طويلة وقد أدخل «مستشفى الملك المؤسس عبد الله الجامعي» في لواء الرمثا، وأجريت له عمليات، حيث تم بتر إحدى قدميه بسبب تداعيات الإصابة بمرض السكري، ونشر مقطع فيديو في فبراير من على سرير في المستشفى، بعدما تم بتر إحدى قدميه بسبب تداعيات الإصابة بمرض السكري وقال في تصريحات صحفية قد إنه عانى كثيرا بسبب أزمة فيروس كورونا التي أثرت على مصدر رزقه وهو الحفلات وعلى إثر الرسالة تحمل ولي العهد الأمير حسين تكلفة العلاج على حساب الديوان الملكي. وأصيب بالفشل الكلوي وكان يخضع لعمليات غسيل الكلى وشيع جثمانه في مقبرة جزوة في الرمثا

### حقيقه إنتحاره
في 24 أبريل 2021 تم تداول نص رسمي للتحقيق في سبب وفاته الذي كان قد فُتح وجاء فيه تحديداً أن سبب الوفاة هو الانتحار بعد أن أسقط نفسه من الطابق الثاني في مدينة الحسين الطبية في عمان ورد نقيب الفنانين الأردنيين حسين الخطيب أن شقيق الفنان متعب السقار إبراهيم أبلغه بأن سبب وفاته هو سقوطه من نافذة الطابق الثاني في المستشفى لحظة من فقدان التوازن إثر العلاجات التي كان يتناولها وقرب السرير من النافذة.

### ردود الفعل
- الملك عبدالله الثاني بن الحسين

نقل رئيس الديوان الملكي الهاشمي يوسف العيسوي تعازي الملك عبد الله الثاني إلى عشيرة السقار، بوفاته سائلا الله أن يتغمده بواسع رحمته.
- وزير الثقافة علي العايد:[14] « “إنّنا نودع اليوم صوتاً مميزاً له حضوره كفنان أخلص في اللون الغنائي الاردني وحمل خلاله أروع الأحاسيس العذبة في مسيرة عابقة بالتميّز والإبداع الأصيل فيما غنّى ولحّن من أهازيج وتراويد أردنيّة أسهمت في تعزيز الأغنية الأردنية في محيطها العربي”»
- عمر العبداللات:[15]«"إنا لله وإنا إليه راجعون ... إنتقل إلى رحمة الله أخوي وصديقي ورفيق الدرب الفنان متعب الصقار "»
- ديانا كرزون « "خبر حزين.. الصوت النادر والحنون صوت الأردن الفنان الكبير متعب الصقار في ذمه الله، الله يرحمك يا أبو شهد، إنا لله وإنا إليه راجعون.. مش عارفه شو أحكي مصدومة كثير بدعيلك بالرحمة رحمه الله عليك يا أطيب قلب"»
- رئيس مجلس الأعيان:فيصل الفايز «أحر التعازي والمواساة لأسرة وذوي المرحوم، الصقار، معرباً عن الخسارة الكبيرة لرحيله فالمرحوم قامة فنيّة اردنية قدّمت الكثير للأغنية الوطنية والتراثيّة، خلال مشوارها المميز والحافل بالعطاء»
- قدم السفير الكويتي في الأردن عزيز الديحاني التعازي والمواساة لعائلة الفنان متعب الصقار ودعا الديحاني الله عز وجل ان يرحمه بواسع رحمته ويغفر له ويسكنه فسيح جناته.[16]